# 天保六花撰
天保六花撰（てんぽうろっかせん）は、二代目松林伯圓の創作による講談、およびそれを元に作られた歌舞伎や浪曲の演目。また、これらの話に登場する六人の男女の総称でもある。

## 概要
河内山宗俊をめぐっては既に実録本『河内山実伝』があり（同作中では河内山宗心）、片岡直次郎に相当する人物（同・戸山直次郎）も金子市之丞に相当する人物（同・長谷川七太郎）も描かれていた。松林伯圓は登場人物の名前を改めるとともに和歌の六歌仙に見立てて六人の悪党の物語とし、名題も『天保六花撰』とした（「歌」に「花」を当てたのは「心あっての事」という）。
この講談をもとに河竹黙阿弥が歌舞伎化した演目に『天衣紛上野初花』（くもに まごう うえのの はつはな、通称『河内山と直侍』または『河内山』1881年初演)がある。そのうち直侍と三千歳とのからみ部分のみを上演する際には、これを『雪暮夜入谷畦道』（ゆきの ゆうべ いりやの あぜみち、通称『三千歳と直侍』または『直侍』）と呼んでいる。
また初代木村重友によってフシ付け（浪曲化）され、初代友衛、若衛と続く一門のお家芸となっている。
さらに天保六花撰を題材とした多くの小説も書かれている（後述）。

## 登場人物
「天保六歌撰」と呼ばれる六人は以下の通り：
- 河内山宗俊（こうちやま そうしゅん）

御数寄屋坊主。強請たかりを生業にする。実在した強請り集りの茶坊主・河内山宗春 ( ? –1823) がモデル。
- 片岡直次郎（かたおか なおじろう）

御家人くずれ。河内山の弟分でさまざまな悪事に手を染める。実在した小悪党「直侍」（なおざむらい）こと片岡直次郎 (1793–1832) がモデル。
- 金子市之丞（かねこ いちのじょう）

剣客。流山の醸造家「金子屋」の生まれで、賭博に興じて親に勘当され、田舎廻りの武芸者について剣術を身につけた。通称「金子市」。実在した流山の悪党「金市」（1769-1813）がモデル。

※「金市」の実在を裏付ける史料としては流山市芝崎の吉野家が所蔵する「吉野家日記」がある。
- 森田屋清蔵（もりたや せいぞう）

盗賊の首領。海産物問屋を表向きの商売にしている。
- 暗闇の丑松（くらやみの うしまつ）

博徒。直侍の弟分だが、後に裏切る。
- 三千歳（みちとせ）

直侍買いなじみの娼妓。直侍の遺骸を引き取り回向院に葬る。実在した吉原大口屋の遊女「三千歳」（みちとせ）ことなを (1813–1884) がモデル。

## 天保六花撰を題材とした小説
- 『河内山宗俊』子母沢寛（1951年、大日本雄弁会講談社 のち徳間文庫）
- 『すっ飛び駕』子母沢寛（1952年、読売新聞社 のち新潮文庫、光文社文庫）
- 『河内山宗俊 ふところ思案』島田一男（1954年、同光社）
- 『天保六道銭』村上元三（1955年、文藝春秋新社 のち春陽文庫、徳間文庫）
- 『闇の顔役』島田一男（1970年、桃源社 のち春陽文庫）
- 『天保悪党伝』藤沢周平（1992年、角川書店 のち角川文庫、新潮文庫）
- 『河内山宗俊 御数寄屋太平記』広瀬仁紀（1994年、広済堂出版）
- 『贋作天保六花撰』北原亞以子（1997年、徳間書店 のち講談社文庫、徳間文庫）